# Capilla del Sauce
Capilla del Sauce ist eine Stadt in Uruguay.

## Geographie
Capilla del Sauce befindet sich auf dem Gebiet des Departamento Florida in dessen Sektor 7. Die umgebenden Ansiedlungen sind Estación Capilla del Sauce im Norden, Pueblo Ferrer im Ostsüdosten und Montecoral südwestlich. Während das Gebiet südlich des Ortes als Cuchilla del Rosario bezeichnet wird, erstreckt sich nördlich die Cuchilla Illescas.

## Geschichte
Der Ort Capilla del Sauce fand erstmals im Jahre 1860 Erwähnung. Am 5. Juli 1956 wurde Capilla del Sauce durch die gesetzliche Regelung des Ley No. 12.298 als Villa eingestuft.

## Infrastruktur
Durch den Ort führt die Ruta 6.

## Einwohner
Die Einwohnerzahl von Capilla del Sauce beträgt 835 (Stand: 2011), davon 412 männliche und 423 weibliche.
| Jahr | Einwohner |
| ---- | --------- |
| 1963 | 604       |
| 1975 | 777       |
| 1985 | 670       |
| 1996 | 775       |
| 2004 | 877       |
| 2011 | 835       |

Quelle: Instituto Nacional de Estadística de Uruguay